# Saxifraga nambulana
Saxifraga nambulana är en stenbräckeväxtart som beskrevs av H. Sm.. Saxifraga nambulana ingår i Bräckesläktet som ingår i familjen stenbräckeväxter. Inga underarter finns listade i Catalogue of Life.